# Alexander Beatson
Alexander Beatson (* 24. Oktober 1759 Dundee; † 15. Oktober 1830 Sussex) war ein schottisch-britischer General und Landwirt.
Beatson nahm 1799 als Adjutant an Wellingtons Krieg gegen Tippu Sahib in Indien teil und schrieb anschließend A view of the origin and conduct of the war against Tippoo Sultann (London 1800). Zwischen 1808 und 1813 war Beatson Gouverneur von St. Helena, anschließend kehrte er nach England zurück und wurde zum Generalleutnant ernannt. 
Beatson kehrte auf seinen Landsitz Knole-Farm in Sussex zurück, wo er sich intensiv um die Landwirtschaft kümmerte. 
Er schrieb verschiedene Bücher zu landwirtschaftlichen Methoden, so A new system cultivation without lime or dung or summer-fallows (London 1820). Dieses System bestand darin, dass der schwere Tonboden zunächst in der Grafschaft Sussex nicht mehr mit Pflug, Düngung und Brachhaltung kultiviert, sondern nur mittels einer besonderen, von Beatson selbst konstruierten Egge bearbeitet und statt der Brache und Düngung ein rationeller Fruchtwechsel mit gleichzeitigem Brennen des Bodens eingeführt wurde. Beatson erzielte mit diesem System auf seiner Farm große Erfolge, allerdings waren diese nicht nachhaltig, wie Justus von Liebig nachweisen konnte, sondern dienten nur einer kurzfristigen physikalischen Verbesserung des Bodens.

## Schriften (Auswahl)
- Tracts relative to the island of St. Helena; written during a residence of five years. W. Bulmer and Co., London 1816 (Digitalisat).